# World Dance Council
Le World Dance Council (WDC), (en français : Conseil mondial de danse) est une société ayant succédé au Conseil international de la danse de salon, et a été créé lors d'une réunion organisée par Phillip J. S. Richardson le 22 septembre 1950 à Édimbourg. 
De 1996 à 2006, le WDC était connu sous le nom de World Dance & Dance Sport Council Ltd (WD & DSC) (en français : Conseil mondial de danse & danse sportive). La mission du World Dance Council est d'inspirer, de stimuler et de promouvoir l'excellence dans l'éducation dans la communauté du World Dance Council and Amateur League (WDC et AL) (en français, conseil mondial de danse et ligue amateur).
L'objectif principal dela WDC, lors de sa formation, était de fournir une base pour l'organisation de championnats du monde de danse de salon compétitive. Cet objectif a été atteint. Initialement composé de neuf pays européens et de trois autres, le WDC est aujourd'hui devenu l'organisation principale régissant les concours de danse professionnelle, avec des membres dans de nombreux pays à travers le monde. Chaque pays a droit à une voix. En 2006, il y avait 59 membres. Son organe directeur, le Présidium, se compose d'un président et de plusieurs vice-présidents. En 2014, sept vice-présidents ont été élus.
Le WDC comprend le comité de danse compétitive, le comité de Dancesation et l'accord de partenariat public-privé avec la ligue amateur WDC (WDCAL)

## Fonctionnement et structure
Le WDC a un fonctionnement démocratique. Pour toutes les décisions importantes, chaque membre titulaire à droit à une voix. Les membres titulaires sont (à quelques exceptions près) des pays individuels. Il y a quelques membres affiliés, tels que la Ballroom Dancers' Federation (en) internationale. Le WDC est constitué par un conseil général et deux comités:
- Le Comité Mondial de Danse Compétitive régit la danse de compétition professionnelle et toutes les questions liées aux compétitions et à leurs réglements.
- Le comité de danse traite toutes les questions liées à la profession de la danse qui se rapportent aux activités des écoles de danse et des professeurs de danse et à toutes les autres formes de danse comme les arts du spectacle, le hip hop, le tango argentin pour n'en citer que quelques-uns[3]. Il ne réglemente pas directement la danse sociale; ceci est laissé aux organisateurs individuels.
- La ligue amateur WDC a été fondée en 2007. Celle-ci régit et désigne les championnats du monde amateurs et les champtionnats continentaux amateurs et les régit et réglemente la danse amateur.

Chaque pays membre du WDC a sa propre organisation nationale, telle que le British Dance Council (en) britannique, qui sert de forum pour les nombreuses institutions intéressées de ce pays. Les organismes nationaux choisissent leurs délégués au WDC. Le WDC gère également un système de conseil national de la danse (CND) WDC dans certains pays, ce qui permet un système multi-membre au sein de ce CND, favorisant la coopération entre les principales organisations de danse dans ces pays.

## Evenements WDC
Ces événements sont régis par la réglementation de la WDC, mais organisés chaque année dans différents pays:
- Championnat du monde - Danse de salon professionnelle
- Championnat du monde - Danse latine professionnelle
- Championnat du monde - 10-danse professionnel
- Championnat d'Europe - 10-danse professionnel
- Championnat d'Europe - Danse latine professionnelle

Il existe également d'autres événements, organisés par les associations propres à chaque pays et dont l'accès est plus ouvert, tels que:
- Championnats du monde amateurs ouvert de la WDC Amateur League et coupes professionnelles Disney.
- Kremlin World Cup Latin
- World Masters Latin
- Coupe du monde WDC

Dans le règlement, les locaux sont également mis à disposition pour les compétitions professionnelles en:
- Danses de salon de spectacle
- Danses latino-américaines de spectacle

## Règles de compétition WDC
1. Les championnats WDC sont des championnats ouverts. Les organismes nationaux désignent leurs meilleurs couples disponibles, et seuls deux couples d'un même pays sont autorisés (règle 3.2.1). Les concurrents inscrits au WDC peuvent également participer en tant que participants individuels.

## Présidents
- Phillip J. S. Richardson, MBE (ICBD)[4]
- Alex Moore (ICBD)
- Bill Irvine, MBE (ICBD)
- Leonard Morgan (ICBD)
- Robin Short (WD&DSC)
- Karl Breuer (WD&DSC)
- Donnie Burns, MBE

## Champions du monde
- Champions du monde de danse de salon
- Champions du monde de danse latine
- Champions du monde des 10 danses
- Champions du monde de danse de salon amateur